# Joan Pons i Garlandí
Joan Pons i Garlandí (l'Espluga Calba, 21 de febrer de 1898 - Montpeller, 4 de juliol de 1967) va ser un dels membres fundadors d'Esquerra Republicana de Catalunya. Durant la Guerra Civil Espanyola va formar part del Comitè Central de Milícies Antifeixistes de Catalunya i la Junta de Seguretat Interior. Després de la guerra Joan Pons va escriure unes memòries, inèdites fins a l'any 2008, on descriu l'actuació d'un sector dels militants de la CNT-FAI a la rereguarda en els anys 1936 i 1937, enmig de la confusió i el fracàs del govern antifeixista. El seu nebot, Josep Poca i Gaya, ha fet possible la seva publicació. Aquestes memòries han estat desacreditades per ser parcials i esbiaixades.